# Ibn Badjdja
Abū Bakr Muhammad ibn Yahyā ibn as-Sā'igh, känd som Ibn Badjdja eller i europeisk medeltidslitteratur som Avempace född omkring 1095, död 1138, var en arabisk filosof från Spanien.
Ibn Badjdja gjorde sig förutom som filosof även känd som poet. Han skrev även en del arbeten i medicin och naturvetenskap.